# Invenção e Memória
Invenção e Memória é uma coletânea de 15 contos inéditos de Lygia Fagundes Telles publicada em 2000. A escritora mostra com seus personagens a gama de sentimentos que a chamada vida moderna provoca nas pessoas. Uma tensão interiorizada permeia o texto, onde conflitos subjetivos são levados no ritmo da observação e da memória. Narradora intimista, com sua linguagem límpida e nervosa ela evoca cenas e estados de espírito da infância e da adolescência, alguns tristes e amargos, outros impregnados de humor sutil e fina ironia. Há morte, escuridão, solidão e loucura. Mas também bastante romantismo, crítica social e, principalmente, esperança.
O livro foi agraciado com o Prêmio Jabuti na categoria Ficção, o "Golfinho de Ouro" e o Grande Prêmio da Associação Paulista dos Críticos de Arte, e é considerado pela escritora um dos seus melhores livros.